# Neal Hefti
Neal Paul Hefti (Hastings, Nebraska, 1922. október 29. – Los Angeles, Kalifornia,       2008. október 11.) amerikai jazztrombitás, zeneszerző és hangszerelő.

## Életútja
Tizenegy évesen kezdett trombitán játszani, és középiskolás korára a vakációk alatt már helyi zenekarokkal lépett fel – ezzel anyagilag is segítette szegénységben élő családját. Omahában többször hallotta Harry Edison, Buck Clayton és Dizzy Gillespie játékát, akik saját bevallása szerint nagy hatással voltak rá.
1941-ben leérettségizett, és rögtön utána Dick Barry big bandjében kapott munkát. A világháborús sorozások miatt sok üresedés volt a zenekarokban, de Heftit egy medencetörés miatt kiszuperálták a seregből. Rövid ideig játszott Kubában egy rumbazenekarban is, majd Los Angelesbe ment, 1944-ben ott találkozott Woody Hermannel, és csatlakozott a First Herdhez. Erre úgy utalt később, hogy ekkor volt dolga először valódi jazz zenekarral. Az általa hangszerelt Happiness is a Thing Called Joe című számban Frances Wayne énekesnő is szerepelt, akit Hefti nem sokkal később feleségül vett. 1946. végén otthagyta Hermant, és szabadúszó komponistaként, hangszerelőként kezdett tevékenykedni, dolgozott többek között Harry James-szel, Frank Sinatrával, Mel Torméval, Tony Bennett-tel és Buddy Richcsel.
1950-től Count Basie-nek írt, szerzeményei modernizálták Basie zenekarának hangzását, a zenészek és a közönség is kedvelték munkáit. Az egyik legnépszerűbb felvételük az Atomic Basie (1958) album volt, melyen csak Hefti számai szerepelnek (Li'l Darlin, Splanky). Bár saját big bandje is volt az évtizedben, elsősorban a korszak legnagyobb hatású hangszerelői között tartják számon. Kiemelkedő album a Sinatra-Basie (1962) is, amelyhez hangszerelőként és karmesterként járult hozzá.
A ’60-as évek elején visszaköltözött Kaliforniába, és akkortól a hollywoodi filmiparnak dolgozott. A fia, Paul Hefti elmondása szerint apja szeretett filmzenét írni, mert nem korlátozta a zenekar összetétele, olyan zenészeket választott, akiket csak akart. Sok film és televíziós műsor zenéjét írta, érdekes módon egy kevésbé érdekes műve vált a leghíresebbé, a Batman tévésorozat főcímzenéje, amellyel egy Grammy-díjat is bezsebelt. 1976-tól jobbára jogdíjaiból élt 2008. október 11-én bekövetkezett haláláig. Neal Hefti egy fiút és három unokát hagyott hátra, felesége 1978-ban, lánya 1997-ben hunyt el.

## Néhány kiemelt szerzeménye
- Daisy Chain (Charlie Spivak, 1942)
- The Good Earth (Woody Herman, 1945)
- Repetition (Neal Hefti's Orchestra and Charlie Parker, 1947)
- Or Words to That Effect (Harry James, 1949)
- Neal's Deal (Count Basie Octet, 1950)
- Coral Reef (Neal Hefti and His Orchestra, 1951)
- Skylark (Jackie Paris vocal, 1953)
- Plymouth Rock (Count Basie and his Orchestra, 1953)
- Portrait of Jenny (Clifford Brown with Strings, 1955)
- You Do Something to Me (Hefti Hot N' Hearty, 1956)
- Flight of the Foo Birds (Atomic Basie, 1957)
- Two for the Blues (Hefti, Pardon My Doo-Wah, 1958)
- I'm Beginning to See the Light (Sinatra and Swingin' Brass, featuring Ben Webster, 1962)
- How to Murder Your Wife (filmzene, 1965)
- Barefoot in the Park (filmzene, 1967)
- The Odd Couple (filmzene, 1968; TV főcímzene, 1970)